# Serradilla (kommunhuvudort)
Serradilla är en kommunhuvudort i Spanien.   Den ligger i provinsen Provincia de Cáceres och regionen Extremadura, i den centrala delen av landet, 220 km väster om huvudstaden Madrid. Serradilla ligger 356 meter över havet och antalet invånare är 1 816.
Terrängen runt Serradilla är platt åt sydväst, men åt nordost är den kuperad. Runt Serradilla är det mycket glesbefolkat, med 3 invånare per kvadratkilometer. Närmaste större samhälle är Malpartida de Plasencia, 18,5 km norr om Serradilla. Omgivningarna runt Serradilla är huvudsakligen savann.